# Dicliptera maclearii
Dicliptera maclearii är en akantusväxtart som beskrevs av William Botting Hemsley. Dicliptera maclearii ingår i släktet Dicliptera och familjen akantusväxter. Inga underarter finns listade i Catalogue of Life.